# Tập đoàn lưới điện Trung Quốc
Tập đoàn lưới điện Trung Quốc (SGCC; tiếng Trung), thường được gọi là State Grid, là công ty độc quyền phân phối điện thuộc sở hữu nhà nước của Trung Quốc. Tính đến tháng 2 năm 2019, là công ty lớn thứ 5 thế giới tính theo doanh thu. Trong 2016/17, báo cáo là có 927.839 nhân viên, 1,1 tỷ khách hàng và doanh thu tương đương với 363.125.000.000 đô la Mỹ.

## Lịch sử
Trung Quốc bắt đầu một sáng kiến cải cách ngành điện của đất nước trong một quá trình 3 giai đoạn vào năm 1986. Vào tháng 3 năm 2002, Quốc vụ viện Cộng hòa Nhân dân Trung Hoa đã đưa ra kế hoạch tái cấu trúc hệ thống điện của đất nước để tạo ra sự cạnh tranh. Tập đoàn lưới điện Trung Quốc được thành lập vào ngày 29 tháng 12 năm 2002, khi tái cấu trúc đã chia Tập đoàn điện lực Trung Quốc thành hai công ty lưới điện, năm nhóm phát điện và bốn công ty kinh doanh phụ trợ. Hai công ty lưới điện được tạo ra là Tập đoàn lưới điện Trung Quốc và một công ty lưới điện Nam Trung Quốc nhỏ hơn. Khi thành lập, công ty có công suất phát điện là 6,47 gigawatt.
Vào năm 2003, tình trạng thiếu điện đã khiến chính phủ Trung Quốc phải tiến hành cắt điện. Tập đoàn lưới điện ước tính có khoản lỗ 1 nghìn tỷ nhân dân tệ từ năm 2002 đến năm 2005. Tập đoàn lưới điện Trung Quốc đã vận hành đường dây điện xoay chiều 1.000 kilovolt đầu tiên giữa Bắc Sơn Tây và trung tâm Hồ Bắc vào tháng 1 năm 2009. Bắt đầu vận hành một đường dây điện 800 kilovolt từ thủy điện từ phía tây Tứ Xuyên đến Thượng Hải.
Tập đoàn lưới điện đã tham gia vào một dự án lưới điện thông minh nhiều pha cho hệ thống lưới điện của Trung Quốc cho giai đoạn 2011-2015. Dự án điện lưới thông minh của Trung Quốc sử dụng rất nhiều đường dây điện áp cực cao (UHV). Một số dự án xây dựng UHV đã bắt đầu vào năm 2012 để đưa các đường dây điện UHV trên khắp Hải Nam, Wannan và Thượng Hải và một dự án khác từ Xilingol League đến Nam Kinh. Vào năm 2015, công ty có kế hoạch có thêm ba tuyến UHV nằm ngang qua Tây Nội Mông Cổ đến Weifang, từ Trung Sơn Tây - Từ Châu đến Yaan -south An Huy và 11 tuyến khác vào năm 2015.
Năm 2012 công ty đã đầu tư vào CDP Reti.

## Công ty con
- State Grid Yingda Group
  - Yingda International Trust